# Bree Mills
Bree Mills, född 15 juli 1981 i Boston, Massachusetts, är en kanadensisk-amerikansk filmregissör, manusförfattare och producent. Hon är verksam inom pornografisk film, bland annat inom produktion av lesbisk pornografi och filmer kopplade till fantasier kring tabubelagda familjerelationer. Som berättelsefokuserad regissör och initiativtagare till flera nya affärskoncept ses hon som en maktfaktor inom den samtida pornografin.

## Biografi
Mills föddes i Boston i USA men växte upp i Kanada, i London i Ontario. På senare år har hon åter blivit naturaliserad amerikan. Hon har en akademisk bakgrund inom ämnena engelska och filmvetenskap, och hon arbetade i ett antal år i en skivaffär hos Tower Records.

### Gamma, Girlsway, Pure Taboo
2009 började hon arbeta på marknadsföringsavdelningen på kanadensiska Gamma Entertainment, ett företag som verkar som understödjande teknikbyggare inom porrbranschens Internetverksamhet. Runt 2015 övergick Mills, som har ett personligt intresse av äldre pornografisk film, till att på bolaget istället arbeta med produktion av porrfilm. Då hade Mills, tillsammans med den debuterande regissören Stills By Alan, två år tidigare identifierat lesbisk pornografi som en klart underutnyttjad genre; den var populär hos kvinnor, par och heterosexuella män men togs sällan på allvar av produktionsbolagen i branschen.
Samma år etablerade hon Girlsway, en sektion hos Gamma helt inriktad mot lesbisk pornografi. Och redan samma år fick hon motta pris som Årets regissör på XBiz-galan och pris för Årets film – för Half His Age – på AVN-galan. På AVN-galan var Mills en av fem kvinnliga regissörer som nominerats, av totalt 15 regissörer. Först på senare år har den nordamerikanska porrfilmsbranschen fått ett antal produktiva kvinnliga regissörer, efter det sena 1900-talets pionjärer Candida Royalle och Tristan Taormino. Som en jämförelse hade mellan år 1929 och 2018 sammanlagt fem kvinnliga regissörer blivit nominerade som bästa regissör vid Oscarsgalan.

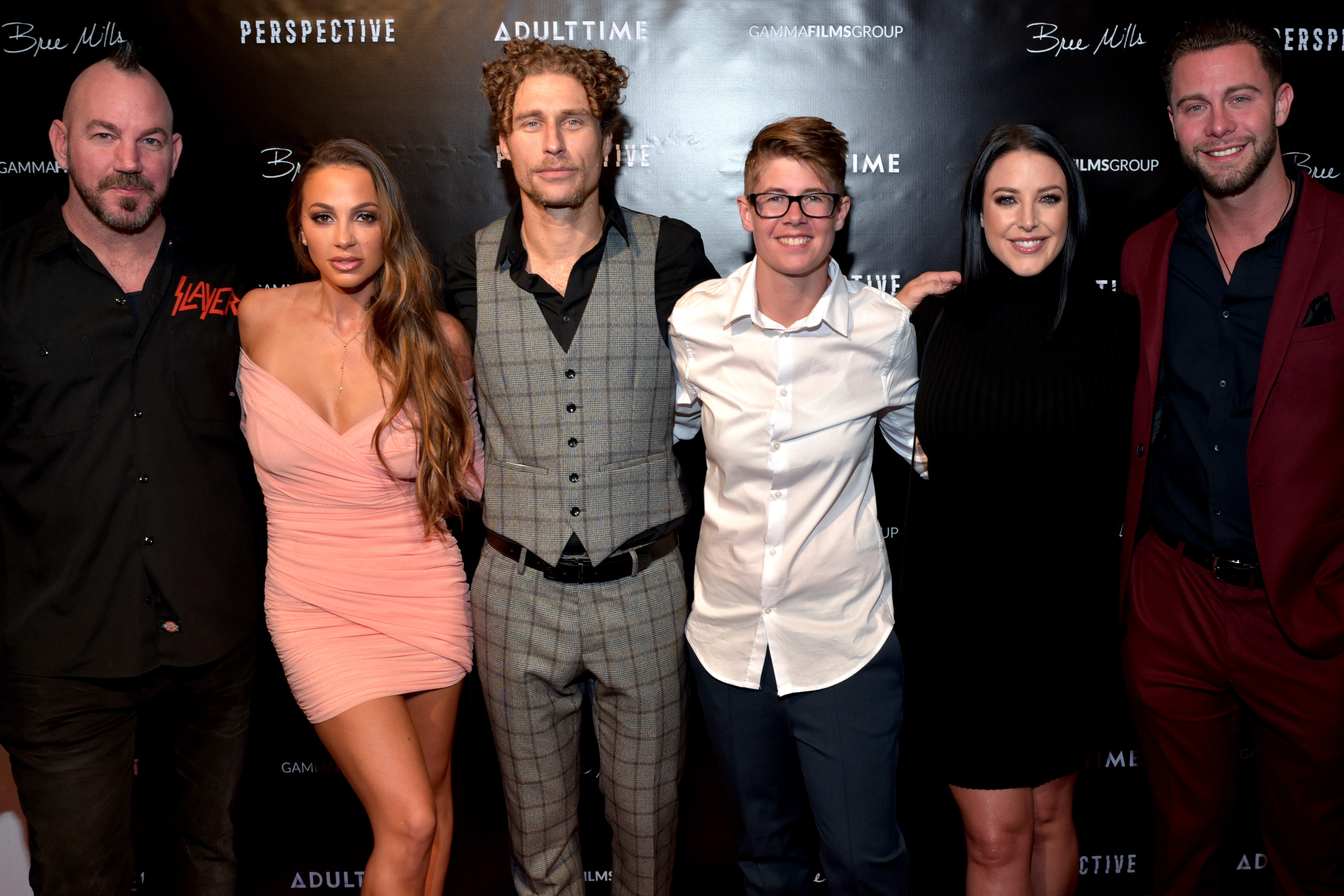
Bree Mills med medverkande (inklusive Michael Vegas och Angela White) i Perspective, en psykologisk sexthriller från 2019 i regi av Mills.

2017 startade hon produktionsbolaget/betalsajten Pure Taboo, ett projekt hos Gamma som koncentrerar sig på fauxcest – pornografiska filmer med fiktiva styvförälder- och styvsyskonrelationer. Filmerna kring denna "förbjudna" fantasi har på senare år varit en av de mest eftersökta porrfilmsgenrerna på kommersiella videoplattformar som Pornhub och XVideos. Pure Taboo profilerade sig omgående i branschen och tog 2018 hem fem priser på det årets AVN-gala i Las Vegas.
Mills verksamhet som manusförfattare, regissör och producent har inneburit nya utmaningar inom porrfilmsbranschen. Hennes villighet att exploatera känsliga teman har bidragit till att ytterligare popularisera "styv"-genren, och hennes filmer ligger ofta långt från klichébilden av kvinnlig eller kvinnoproducerad porr som mjuk och romantiskt inriktad. 90 procent av prenumeranterna hos betalsajten Pure Taboo är män. Till skillnad mot den vanligtvis lättsamma attityden hos porrfilmer som tar sig an fauxcest-temat regisserar Mills sina filmer med en högre nivå av realism.
Hösten 2018 producerade hon sin första porrfilm med transpersoner, med skådespelerskan Venus Lux i huvudrollen. Samma år hade hon även producerat The Weight of Infidelity, vilken hjälpte till att popularisera BBW-porrgenren ("Big Beautiful Women"). Filmen var en otrohetshistoria med Angela White och Karla Lane i de kvinnliga huvudrollerna och författad av White.

### Adult Time, senare år
Bree Mills är numera konstnärlig ledare på produktionsbolaget Adult Time – även den en del av Gamma – där hon experimenterat med olika kombinationer av sex och långfilmsdramaturgi. Bolaget och webbportalen ses ibland som en "Netflix för porr", och kort efter lanseringen 2019 hade man rekryterat 100 000 abonnenter.
2019 producerade hon även Teenage Lesbian, ett sexuellt explicit drama om en ung kvinnas letande efter sin sexuella identitet. Filmen är författad av Mills och till största delen baserad på hennes eget liv.
Tidigt 2024 startade podden Get Up Close, distribuerad som podd och via Youtube. I podden, lanserad som del av Adult Times verksamhet, presenterar Mills personliga intervjuer med personer aktiva i porrbranschen.
Mellan 2015 och 2021 har Mills regisserat över 110 pornografiska filmer, och hennes verksamhet som filmproducent är än mer omfattande. Hon har även synts som statist och i mindre roller i ett antal av sina egna filmer.

## Privatliv
Mills gifte sig 2017 med dåvarande/tidigare porrfilmsaktrisen Sara Luvv (födelsenamn: Amberly Dianne Hash, senare även känd som Shawna Mills). De har fått minst ett barn ihop, med Sara Luvv som bärare av barnet.
Bree Mills är ursprungligen ett artistnamn som hon tog sig, i samband med att hon började arbeta med marknadsföring inom porrbranschen (för Gamma, 2009). Både för- och efternamnen är inspirerade av smeknamn alternativt kortformer av hennes civila namn. Numera (2020-talet) använder hon det även i privata sammanhang.

## Erkännande
Som berättelsefokuserad regissör och initiativtagare till flera nya affärskoncept ses Mills som en maktfaktor inom utvecklingen av den samtida pornografin.
Hon har ett antal gånger nominerats till priser vid olika branschgalor. Detta inkluderar (fram till 2024) nomineringar till 21 AVN Awards och 15 XBiz Awards; så dags hade hon vunnit fyra XBiz-priser. Dessutom mottog hon 2019 två priser vid XCritic Awards-utdelningen.

### Priser (urval)[24]
- 2018 – XBiz Award för Director of the Year – Feature Release
- 2018 – XBiz Award för Director of the Year – Body of Work
- 2019 – XBiz Award för Director of the Year – Body of Work
- 2019 – XCritic Award för Best Director – Feature
- 2019 – XCritic Award för Special Recognition
- 2020 – XBiz Award för Director of the Year – Feature Movie